# اچ‌ام‌اس راسل (۱۸۲۲)
اچ‌ام‌اس راسل (۱۸۲۲) (به انگلیسی: HMS Russell (1822)) یک کشتی بود که طول آن ۱۷۶ فوت (۵۴ متر) بود. این کشتی در سال ۱۸۲۲ ساخته شد.